# Cedarpelta bilbeyhallorum
 Cedarpelta bilbeyhallorum  (“escudo de la Montaña Cedar de Sue Ann Bilbey y Evan Hall”) es la única especie conocida del género extinto Cedarpelta de dinosaurio tireóforo anquilosáurido, que vivió a mediados del período Cretácico, hace aproximadamente 110 y 100 millones de años, entre el  Albiense y Aptiense, en lo que es hoy Norteamérica.

## Descripción

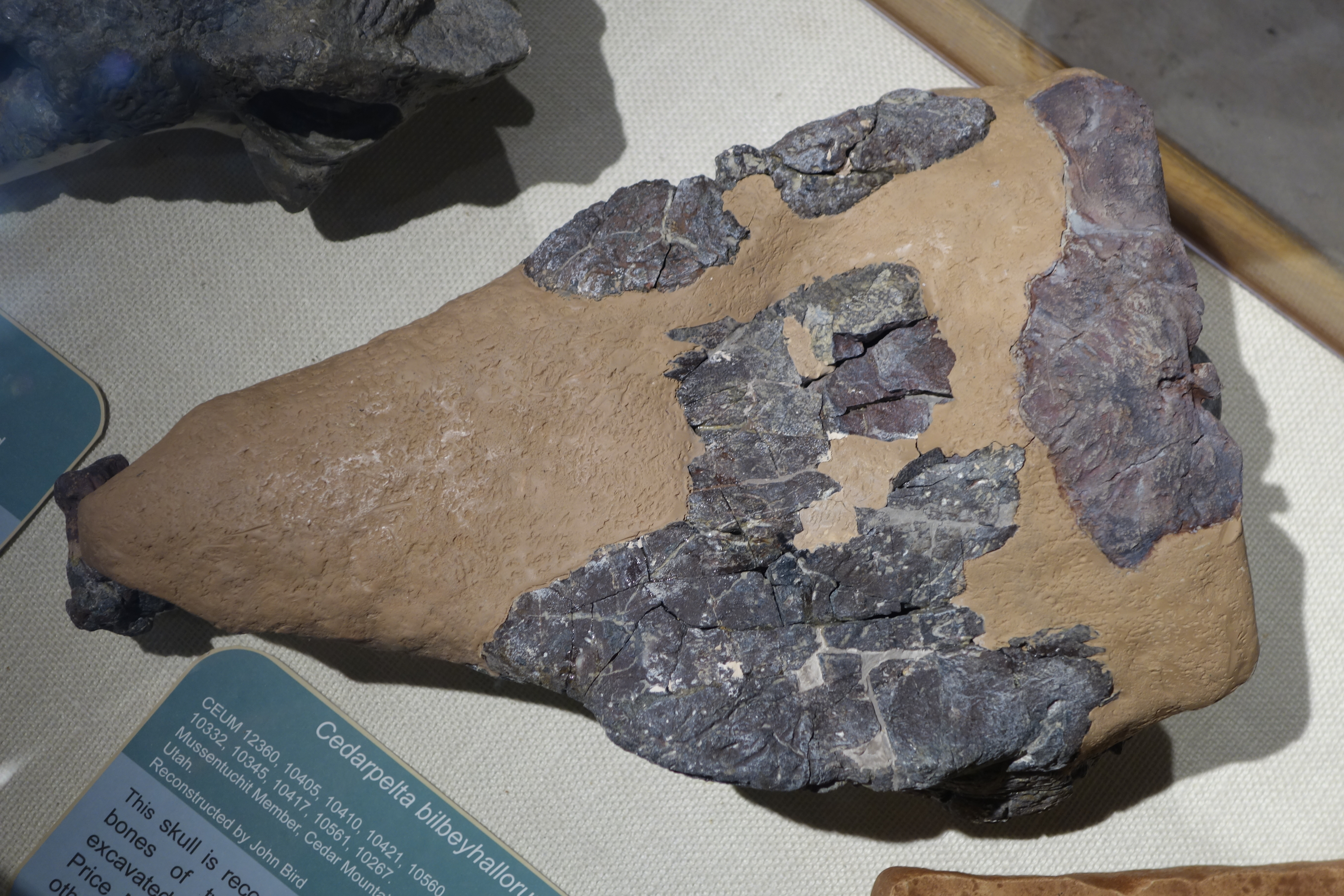
Vista superior del cráneo.

Cedarpelta era un gran anquilosaurio. En 2010, Gregory S. Paul indicó una longitud corporal de 7 metros y un peso de 5 toneladas. Kenneth Carpenter lo calculó más pequeño de 5 metros.
Carpenter et al. en 2001 estableció varios rasgos distintivos de Cedarpelta . El cuerpo del premaxilar, el hueso del hocico delantero, es corto en su rama nasal. Los lados externos de los dos premaxilares corren más paralelos en comparación con los hocicos de formas posteriores que divergen fuertemente hacia atrás. El borde cortante del núcleo óseo del pico superior está limitado al frente de la premaxilar. Cada premaxilar tiene seis dientes cónicos. El hueso cuadrado, y con él toda la parte posterior del cráneo, está inclinado hacia el frente. La cabeza del cuadrado no está fusionado con el proceso paroccipital, al contrario de la situación en Shamosaurus. El cuello del cóndilo de los occipitales es largo y sobresale por detrás, como con nodosáuridos, no oblicuamente hacia abajo como en los anquilosáuridos típicos. La tubera basilaria, procesos anexos de la caja craneal inferior posterior, forma una gran cuña dirigida hacia abajo. El pterigoideo es alargado de adelante hacia atrás y tiene un proceso en forma de silla de montar en su borde exterior orientado hacia atrás y hacia los lados. El proceso coronoide de la mandíbula inferior posterior tiene un proceso oval en el interior. El isquion recto tiene un protuberante en forma de botón en el interior cerca del pedículo pubiano.
Cedarpelta muestra una mezcla de rasgos basales, "primitivos" y derivados. La presencia de dientes premaxilares es un carácter plesiomórfico porque se hereda de los anteriores Ornithischia. En contraste, el cierre de la abertura en el costado del cráneo detrás de la órbita, la fenestra temporal lateral, es un carácter avanzado, derivado, apomórfico solo conocido en anquilosaurianoos anquilosáuridos.
Se conocen dos cráneos, y se estima que la longitud del cráneo para Cedarpelta fue de aproximadamente 60 centímetros. Uno de los cráneos de Cedarpelta se encontró desarticulado, el primero para un cráneo de anquilosáurido, lo que permite a los paleontólogos una oportunidad única para examinar los huesos individuales en lugar de limitarse a una unidad osificada. El cráneo es relativamente alargado y no muestra un pico fuertemente anexado. De los dientes premaxilares cónicos, el primero es el más grande. El maxilar tiene dieciocho dientes. La cuenca ocular está rodeada por lagrimal, un solo supraorbital y un gran postorbital , excluyendo el prefrontal y el yugal del borde orbital. El esqueleto postcraneal no se describió en detalle en 2001.
Las calaveras, aunque de individuos grandes y por lo tanto no juveniles, no muestran un patrón distintivo de caputegulae fusionadas, las placas de la cabeza. Esto inspiró a Carpenter a proponer una hipótesis alternativa de la formación de los osteodermos del cráneo anquilosáurido. Anteriormente, se suponía que tales placas de armadura se formaban por osificación directa de la piel en escudos distintos que luego se fusionaron con el cráneo, la teoría más popular, o por una reacción de los huesos del cráneo al patrón de las escamas suprayacentes. La falta de un patrón claro en Cedarpelta le sugirió a Carpenter que la osificación tuvo lugar en una capa intermedia entre las escamas y el techo del cráneo en sí, que supuso que era el periostio.

## Descubrimiento e investigación
En 1990, Sue Ann Bilbey y Evan Hall descubrieron una cantera con restos de anquilosáuridos cerca del río Price en el condado de Carbon, Utah. En 1998, el descubrimiento fue informado en la literatura científica.  En 2001, la especie tipo Cedarpelta bilbeyhallorum fue nombrada y descrita por Kenneth Carpenter, James Kirkland, Donald Burge y John Bird. El nombre genérico significa "escudo de la montaña del cedro", llamada así por la Formación Cedar Mountain y las placas acorazadas del animal, del griego pelte, "escudo pequeño" y el nombre específico que honra a Sue Ann Bilbey y Evan Hall como los descubridores del holotipo.
Cedarpelta es conocido por los restos recuperados en las canteras CEM y Price River II (PR-2) en el este de Utah. Originalmente se pensó que estos sitios pertenecían al miembro Ruby Ranch de la formación Montaña Cedar, pero ahora están asignados a la base del miembro Mussentuchit que lo cubre, que tiene entre 116 y 109 millones de años, aproximadamente en el límite Aptiense - Albiense.
Carpenter et al. en 2001 designaron a CEUM 12360 como el espécimen holotipo de Cedarpelta bilbeyhallorum, CEUM es el acrónimo del Museo Prehistórico del Colegio de Eastern Utah en Price, Utah. CEUM 12360 consiste en un cráneo articulado incompleto que carece del hocico y la mandíbula. En el mismo trabajo también designaron una larga lista de material paratípico, en su mayoría huesos aislados que podrían remitirse a Cedarpelta bilbeyhallorum. En 2008, Carpenter y colaboradores refirieron material adicional encontrado en el Condado de Emery. Esto incluye elementos de las extremidades posteriores previamente desconocidos.

## Clasificación
Carpenter et al. en 2001 diagnosticaron a Cedarpelta por la presencia de un hueso pterigoide enlongado de forma rostrocaudal con una orientación rostrocaudal, similar a un proceso troclear, un premaxilar con seis dientes cónicos, y un isquion recto. La presencia de dientes premaxilares no es un carácter exclusivo de los anquilosáuridos debido a que se presenta en otros ornitisquios primitivos. En contraste, la clausura de la abertura a los lados del cráneo, junto a la órbita ocular, lateral a la fenestración temporal, es un carácter exclusivo de los anquilosáuridos.
Carpenter y colegas colocaron el taxón dentro de la familia Ankylosauridae. Ofrecieron dos interpretaciones para la posición de Cedarpelta bilbeyhallorum en el árbol evolutivo. El primero fue que podría ser el anquilosáurido más basal conocido, es decir, la primera rama descubierta que se separó de la línea del tallo anquilosauriano. Esto estaría en línea con sus rasgos plesiomórficos y con el hecho de que en 2001, la supuesta edad en el Barremiano, lo convirtió en uno de los anquilosáuridos más antiguos conocidos. El segundo fue que formó una rama de anquilosáuridos tempranos, o clado, Shamosaurinae junto con Gobisaurus domoculus del norte-centro de China y el epónimo Shamosaurus scutatus de Mongolia.
Vickaryous et al. en 2004, sin embargo, interpretaron el género como el miembro más basal de la familia Nodosauridae, colocado incluso debajo de los nodosáuridos Pawpawsaurus campbelli, Silvisaurus condrayi y Sauropelta edwardsorum. Sin embargo, el nuevo material del esqueleto confirma la identificación original de Carpenter y colegas de Cedarpelta es uno de los anquilosáuridos más basales. Esto también fue el resultado de un análisis de Victoria Megan Arbour recuperando Cedarpelta justo encima de Gastonia, el anquilosáurido más basal en su estudio. No se conoce ninguna porra o maza de cola de Cedarpelta, pero Arbor enfatizó que los primeros anquilosáurido podrían haber carecido de una porra verdadera.